# Institut Monte-Rosa
L'Institut Monte-Rosa est une école internationale à Territet-Montreux (Suisse).

## École
- Depuis plus de 100 ans, cette école privée accueille des enfants de toutes nationalités dans le cadre privilégié qu'est la Riviera vaudoise.
- L'école offre un programme d'enseignement complet pour les élèves de 9 à 19 ans durant l'année scolaire.

## Cours
- Langues : français - anglais - allemand - espagnol
- École primaire, secondaire et "High School" en langue anglaise
- Économie et business en langue anglaise
- Cours de vacances (été et hiver)